# Tectzonquiliapa
Tectzonquiliapa är en ort i Mexiko.   Den ligger i kommunen Xochiatipan och delstaten Hidalgo, i den sydöstra delen av landet, 180 km nordost om huvudstaden Mexico City. Tectzonquiliapa ligger 569 meter över havet och antalet invånare är 116.
Terrängen runt Tectzonquiliapa är kuperad, och sluttar norrut. Runt Tectzonquiliapa är det ganska tätbefolkat, med 80 invånare per kvadratkilometer. Närmaste större samhälle är Xochiatipan de Castillo, 3,0 km norr om Tectzonquiliapa. I omgivningarna runt Tectzonquiliapa växer huvudsakligen savannskog.